# Stigmacros brevispina
Stigmacros brevispina är en myrart som beskrevs av Mcareavey 1957. Stigmacros brevispina ingår i släktet Stigmacros och familjen myror. Inga underarter finns listade i Catalogue of Life.